# Déjà vu (singolo Giorgio Moroder)
Déjà Vu è un singolo del musicista italiano Giorgio Moroder, pubblicato il 17 aprile 2015 come terzo estratto dall'album omonimo.
Il singolo ha visto la partecipazione vocale della cantante australiana Sia.

## Video musicale
Il videoclip, diretto da Alexandra Dahlström, è stato pubblicato il 5 maggio 2015 attraverso il canale YouTube di Moroder.

## Tracce
Download digitale
1. Déjà vu (featuring Sia) – 3:20

Download digitale – Remixes
1. Déjà vu (featuring Sia) (Thin White Duke Remix) – 5:23
2. Déjà vu (featuring Sia) (Benny Benassi Club Remix) – 4:50
3. Déjà vu (featuring Sia) (Felix Jaehn Club Remix) – 5:37
4. Déjà vu (featuring Sia) (Salute Remix) – 3:42

## Classifiche
| Classifica (2015) | Posizione massima |
| ----------------- | ----------------- |
| Cile              | 40                |